# Charles B. Middleton
Charles B. Middleton (Elizabethtown, 3 de outubro de 1874 – Los Angeles, 22 de abril de 1949) foi um ator norte-americano.
Trabalhava no circo e no teatro antes de iniciar uma carreira de ator cinematográfico, na década de 1920, e com o advento do filme sonorizado, ganhou papeis antagonistas de destaque, por ter uma voz grave e assim, trabalhou em algumas grandes produções da Warner na década de 1930, mas foi na Universal Pictures que realizou o seu maior papel, quando incorporou a pele do "Imperador Ming", do Planeta Mongo (Ming the Merciless, no original), no seriado Flash Gordon de 1936 e em outras produções da série.

## Filmografia (parcial)
- The $1,000,000 Reward (1920) - William Russell
- Wits vs. Wits (1920) - Frank Cheny
- The Evil Dead (1922) - William Russell
- Pirates of the Pines (1928)
- The Farmer's Daughter (1928) - Hiram Flint
- The Bellamy Trial (1929) - District Attorney
- The Far Call (1929) - Kris Larsen
- Welcome Danger (1929) - John Thorne
- Beau Bandit (1930) - Lucius J. Perkins
- Way Out West (1930) - Buck Rankin
- East Is West (1930) - Dr. Fredericks
- Ships of Hate (1931) - Captain Lash
- The Miracle Woman (1931) - Simpson
- An American Tragedy (1931) - Jephson
- Caught Plastered (1931) - Sheriff Flint
- Alexander Hamilton (1931) - Rabble Rousing Townsman (não creditado)
- Palmy Days (1931) - Yolando
- A Dangerous Affair (1931) - Tupper
- Sob Sister (1931) - City Editor Baker
- The Ruling Voice (1931) - Board Member (não creditado)
- A House Divided (1931) - Minister
- Safe in Hell (1931) - Lawyer Jones
- X Marks the Spot (1931) - Detective Kirby
- Manhattan Parade (1931) - Sheriff Casey (não creditado)
- Full of Notions (1931)
- Forbidden (1932) - Pianist (não creditado)
- High Pressure (1932) - Mr. Banks
- The Hatchet Man (1932) - Lip Hop Fat
- The Strange Love of Molly Louvain (1932) - Captain Slade
- Mystery Ranch (1932) - Henry Steele
- Pack Up Your Troubles (1932) - The Welfare Association Officer
- The Phantom President (1932) - Abe Lincoln (não creditado)
- Hell's Highway (1932) - Matthew the Hermit
- Breach of Promise (1932) - Joe Pugmire
- I Am a Fugitive from a Chain Gang (1932) - Train Conductor (não creditado)
- Rockabye (1932) - District Attorney (não creditado)
- The Sign of the Cross (1932) - Tyros
- Silver Dollar (1932) - Jenkins
- Too Busy to Work (1932) - Chief of Police
- Pick-Up (1933) - Mr. Brewster
- Destination Unknown (1933) - Turk
- The Three Musketeers (1933) - El Shaitan-Speaking (não creditado)
- Sunset Pass (1933) - Williams
- The Mystic Hour (1933) - Roger Thurston
- Tomorrow at Seven (1933) - Jerry Simons
- Disgraced! (1933) - district attorney
- This Day and Age (1933) - district attorney
- The Road is Open Again (1933, Short) - Abraham Lincoln
- Doctor Bull (1933) - Mr. Upjohn, Selectman (não creditado)
- The Bowery (1933) - Detective (não creditado)
- Big Executive (1933) - Sheriff
- White Woman (1933) - Fenton
- Duck Soup (1933) - Prosecutor
- The World Changes (1933) - Sheriff Wild Bill Hickok (não creditado)
- Lone Cowboy (1933) - U.S. Marshal
- Mr. Skitch (1933) - Frank (não creditado)
- Massacre (1934) - Sheriff Scatters
- Nana (1934) - Man Announcing Start of the War (não creditado)
- David Harum (1934) - Deacon Perkins
- The Last Round-Up (1934) - Sheriff
- Private Scandal (1934) - Mr. Baker (não creditado)
- Murder at the Vanities (1934) - Homer Boothby
- Whom the Gods Destroy (1934) - Constable Malcolm (não creditado)
- When Strangers Meet (1934) - John Tarman
- Mrs. Wiggs of the Cabbage Patch (1934) - Mr. Bagby
- The St. Louis Kid (1934) - Sheriff (não creditado)
- Broadway Bill (1934) - Veterinarian (não creditado)
- Behold My Wife! (1934) - Juan Storm Cloud
- Red Morning (1934) - Stanchon
- The County Chairman (1935) - Riley Cleaver
- Square Shooter (1935) - Jed Miller
- In Spite of Danger (1935) - Mr. Merritt
- The Miracle Rider (1935) - Zaroff
- Reckless (1935) - District Attorney (não creditado)
- Hop-Along Cassidy (1935) - Buck Peters
- Steamboat Round the Bend (1935) - Fleety Belle's Father (não creditado)
- Special Agent (1935) - State Police Commander (não creditado)
- The Virginia Judge (1935)
- Frisco Kid (1935) - Speaker (não creditado)
- Rose of the Rancho (1936) - Horse Doctor (não creditado)
- Sunset of Power (1936) - Neil Brannum
- The Trail of the Lonesome Pine (1936) - Blacksmith
- Road Gang (1936) - Mine Warden Grayson
- Song of the Saddle (1936) - Phineas Hook
- Flash Gordon (1936, Serial) - Ming the Merciless
- Show Boat (1936) - Sheriff Ike Vallon
- A Son Comes Home (1936) - Prosecutor
- Jailbreak (1936) - Dan Stone
- The Texas Rangers (1936) - Higgins' Lawyer (não creditado)
- Ramona (1936) - American Settler (não creditado)
- Wedding Present (1936) - Turnbull (não creditado)
- Career Woman (1936) - Matt Clay
- Empty Saddles (1936) - Cimarron (Cim) White
- The Good Earth (1937) - Banker (não creditado)
- We're on the Jury (1937) - Mr. B.J. Martin - Jury Foreman
- John Meade's Woman (1937) - Farmer (não creditado)
- Two Gun Law (1937) - Wolf Larson
- Hollywood Cowboy (1937) - Doc Kramer
- Yodelin' Kid from Pine Ridge (1937) - Gene Autry Sr.
- Slave Ship (1937) - Slave Dealer
- The Last Train from Madrid (1937) - Warden (não creditado)
- Souls at Sea (1937) - Jury Foreman (não creditado)
- Conquest (1937) - Sergeant at Elba (não creditado)
- Stand-In (1937) - Actor Dressed as Abraham Lincoln (não creditado)
- Jezebel (1938) - Officer (não creditado)
- Flash Gordon's Trip to Mars (1938) - Emperor Ming
- Flaming Frontiers (1938, Serial) - Ace Daggett (Chs. 5-15)
- Dick Tracy Returns (1938) - Pa Stark
- Strange Faces (1938) - Abraham Lincoln look-alike (não creditado)
- The Law West of Tombstone (1938) - Newspaper Editor (não creditado)
- The Strange Case of Dr. Meade (1938) - Lacey
- Kentucky (1938) - Southerner
- Jesse James (1939) - Doctor
- The Oklahoma Kid (1939) - Alec Martin
- Juarez (1939) - Carbajal (scenes deleted)
- Captain Fury (1939) - Mergon
- Daredevils of the Red Circle (1939) - 39013 - Harry Crowel
- Wyoming Outlaw (1939) - Luke Parker
- Way Down South (1939) - Cass
- Blackmail (1939) - Southern Deputy (não creditado)
- $1,000 a Touchdown (1939) - Stage Manager (não creditado)
- The Flying Deuces (1939) - Commandant
- Allegheny Uprising (1939) - Dr. Stoke (não creditado)
- Cowboys from Texas (1939) - Kansas Jones
- Gone with the Wind (1939) - Man With Stove Pipe Hat in Charge of Convict Workers (não creditado)
- Thou Shalt Not Kill (1939) - Lars Olsen
- Abe Lincoln in Illinois (1940) - Tom Lincoln
- The Grapes of Wrath (1940) - Roadblock Leader
- Virginia City (1940) - Jefferson Davis
- Flash Gordon Conquers the Universe (1940, Serial) - Emperor Ming
- Shooting High (1940) - Hod Carson
- Charlie Chan's Murder Cruise (1940) - Mr. Walters
- Island of Doomed Men (1940) - Captain Cort
- Gold Rush Maisie (1940) - Camp Owner with a Pig (não creditado)
- Brigham Young (1940) - Mob Member (não creditado)
- Rangers of Fortune (1940) - Water Thug (não creditado)
- Santa Fe Trail (1940) - Gentry
- Chad Hanna (1940) - Sheriff (scenes deleted)
- Western Union (1941) - Stagecoach Rider (não creditado)
- Ride, Kelly, Ride (1941) - Mr. Dunn - Foreman (não creditado)
- Sergeant York (1941) - Mountaineer (não creditado)
- The Shepherd of the Hills (1941) - Blacksmith (não creditado)
- Wild Geese Calling (1941) - Doctor Jed Sloan
- Belle Starr (1941) - Carpetbagger
- Stick to Your Guns (1941) - Long Ben
- Jungle Man (1941) - Rev. James 'Jim' Graham
- Wild Bill Hickok Rides (1942) - Claim Jumping Leader (não creditado)
- Sing Your Worries Away (1942) - Judge (não creditado)
- The Mystery of Marie Roget (1942) - Curator
- Men of San Quentin (1942) - Saunderson
- Tombstone, the Town Too Tough to Die (1942) - 1st Mayor
- Perils of Nyoka (1942) - Cassib
- Two Weeks to Live (1943) - Elmer Kelton (não creditado)
- Hangmen Also Die! (1943) - Patriot at Meeting with Svoboda (não creditado)
- The Black Raven (1943) - Sheriff
- Batman (1943) - Ken Colton [Ch. 6-8] (não creditado)
- Crazy House (1943) - Sheriff (não creditado)
- The Desert Hawk (1944) - Koda Bey
- Kismet (1944) - The Miser (não creditado)
- Black Arrow (1944) - Tom Whitney
- The Town Went Wild (1944) - Sam, Midvale District Attorney
- Hollywood and Vine (1945) - Wilson - Abigail's Lawyer (não creditado)
- Our Vines Have Tender Grapes (1945) - Kurt Jensen
- Northwest Trail (1945) - Pierre
- Who's Guilty? (1945) - Patton Calvert
- How DOooo You Do (1945) - Sheriff Hayworth
- Strangler of the Swamp (1946) - Ferryman Douglas
- Spook Busters (1946) - Mr. Stiles
- The Killers (1946) - Farmer (não creditado)
- Desert Command (1946) - El Shaitan (voice, não creditado)
- Jack Armstrong (1947) - Jason Grood (não creditado)
- The Sea of Grass (1947) - Charley - Saloon Owner (não creditado)
- Welcome Stranger (1947) - Farmer Pinkett (não creditado)
- Gunfighters (1947) - Sheriff #1 (não creditado)
- Wyoming (1947) - Rev. Withers (não creditado)
- The Pretender (1947) - William the Butler
- Unconquered (1947) - Mulligan (scenes deleted)
- Road to Rio (1947) - Farmer (não creditado)
- My Girl Tisa (1948) - Examiner (não creditado)
- Here Comes Trouble (1948) - Reporter (não creditado)
- Mr. Blandings Builds His Dream House (1948) - Wrecker (não creditado)
- Feudin', Fussin' and A-Fightin' (1948) - Townsman (não creditado)
- Station West (1948) - Sheriff
- Jiggs and Maggie in Court (1948) - Mr. Burton, an Attorney
- The Decision of Christopher Blake (1948) - President in Dream (não creditado)
- The Last Bandit (1949) - Blindfolded Circuit Rider